# Вышебродский монастырь
Вышебродский монастырь (чеш. Vyšebrodský klášter) — цистерцианский монастырь в городе Вишши-Брод, район Чески-Крумлов Южночешского края. Национальный памятник культуры Чехии. Фамильная усыпальница феодального рода Рожмберков (Розенбергов). Монастырская библиотека содержит около 70 тысяч книг и рукописей и является одним из крупнейших в Чехии хранилищ средневековой книжности.

## История

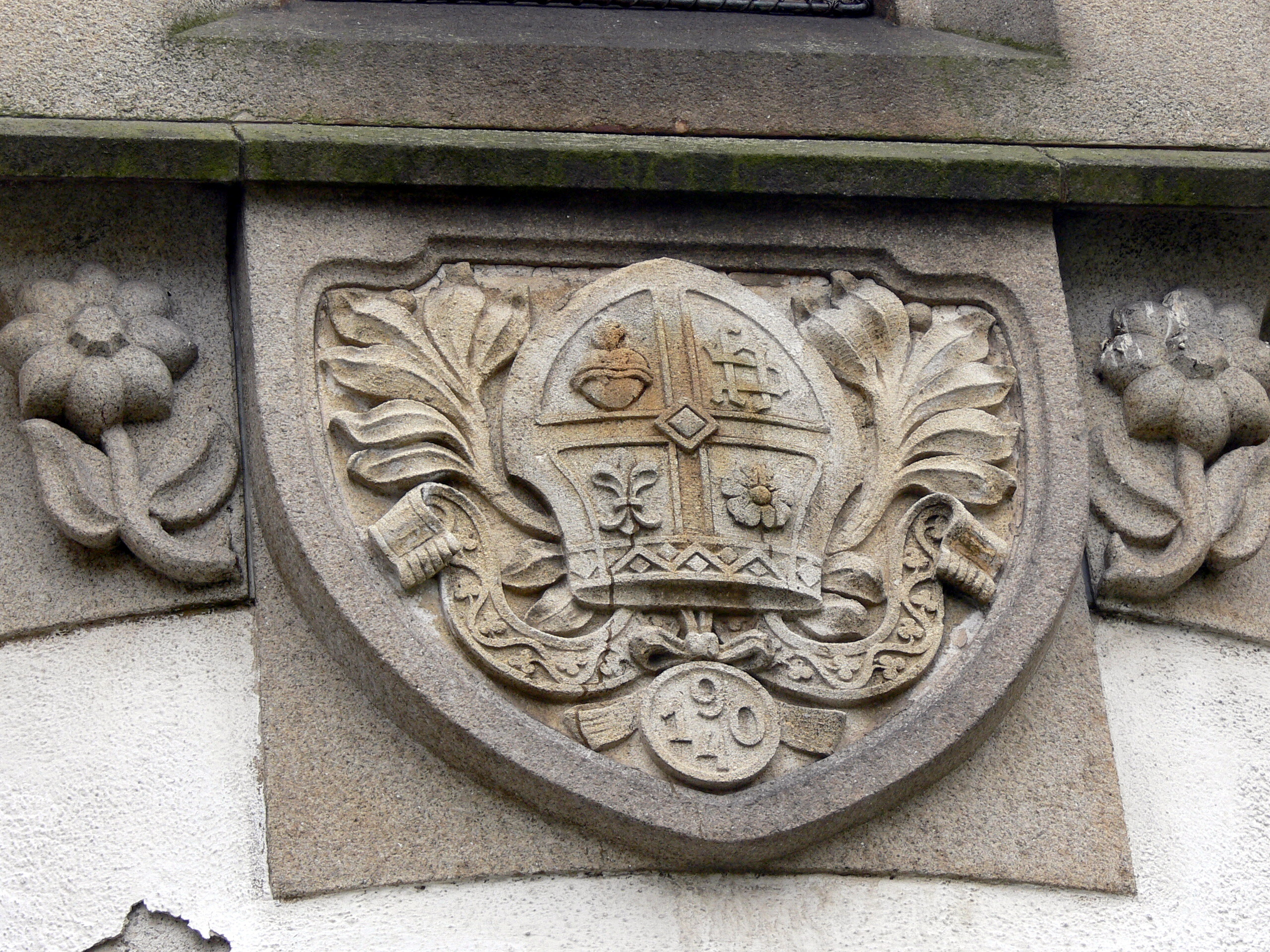
Герб монастыря

Монастырь был основан в 1259 году Воком I из Рожмберка с благословения капитула цистерцианского аббатства в Сито. Основание монастыря было утверждено пражским епископом 1 июня того же года. Вок I из Рожмберка пожертвовал новому монастырю окрестные земли, в том числе поселение Вишши-Брод. К XV веку монастырь стал крупным феодальным землевладельцем, владевшим более чем 100 сельскими поселениями.
Вок I из Рожмберка умер в 1262 году и был похоронен в Вишебродском монастыре, который с тех пор служил местом захоронения десяти поколений рода Рожмберков. Последним из Рожмберков был Петр Вок из Рожмберка, похороненный в крипте костёла Вознесения Девы Марии в 1611 году. Его гроб сохранился до наших дней в отличном состоянии.
После смерти последнего Рожмберка обители покровительствовали сначала Эггенберги (XVII век), а потом Шварценберги (XVIII—XIX вв.). Монастырь пострадал во время гуситских волнений и Тридцатилетней войны. В 1690 году монастырь погорел. В правление императора Иосифа II едва не был секуляризован.
Во время Второй мировой войны здесь были размещены немецкие переселенцы из Бессарабии, а также был организован резервный госпиталь вермахта. В социалистическое время был переоборудован под казарму. Аббат и оставшиеся монахи переселились в Цветльское аббатство.
В 1991 году монастырь вернули во владение ордена цистерцианцев.

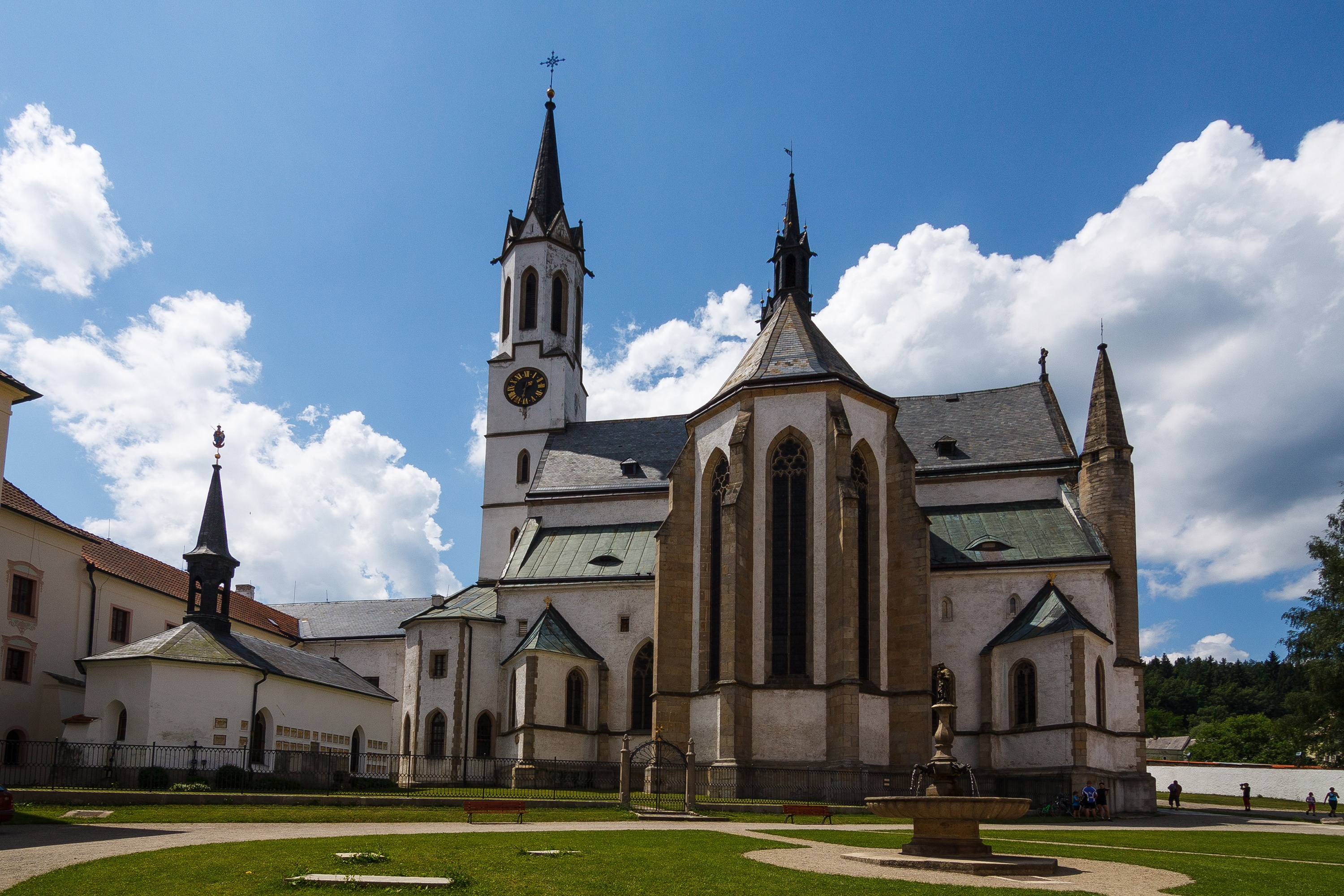
Монастырский костёл Вознесения Девы Марии

## Наиболее известные личности, погребённые в монастыре
- Вок I из Рожмберка
- Виола Тешинская, жена короля Вацлава III
- Завиш из Фалькенштейна
- Йиндржих III из Рожмберка
- Ольдржих I из Рожмберка
- Ольдржих II из Рожмберка
- Петр I из Рожмберка
- Петр Вок из Рожмберка

## Аббаты монастыря
- 1259—1281 годы: Ота I
- 1281—1290 годы: Адам
- 1290—1309 годы: Ота II
- 1309—1313 годы: Штепан
- 1316—1327 годы: Бартоломей
- 1327—1349 годы: Томаш I
- 1351—1353 годы: Йиндржих I
- 1353—1357 годы: Альберт
- 1358—1373 годы: Йиндржих II Пуркассер
- 1373—1380 годы: Ота III
- 1380—1384 годы: Петр
- 1387—1415 годы: Ота IV
- 1415—1426 годы: Пршибыслав
- 1426—1442 годы: Зикмунд I Пирхан
- 1442—1449 годы: Зикмунд II
- 1463—1493 годы: Томаш II из Велса и Ламбаха
- 1493—1507 годы: Томаш III
- 1507—1528 годы: Криштоф Кнолл
- 1528—1549 годы: Павел I Клётзер
- 1549—1562 годы: Ян I Урихсбергер
- 1562—1576 годы: Ян II Гаидер
- 1576—1587 годы: Йиржи I Таксер
- 1588—1588 годы: Ян III Гарзиус
- 1588—1591 годы: аббат-администратор Антонин Фламминг
- 1591—1607 годы: Михал Фабрициус
- 1620—1631 годы: Гангольф Шейдингер
- 1631—1641 годы: Йиржи II Шрофф
- 1641—1668 годы: Йиржи III Вендшух из Здирже
- 1668—1669 годы: Йиндржих III Янус
- 1669—1687 годы: Ян IV Цлавей
- 1688—1690 годы: Франтишек Вендшух, рыцарь из Здирже
- 1690—1695 годы: Бернард Гартингер
- 1695—1721 годы: Станислав Прейнфалк
- 1722—1747 годы: Кандидус Гейдрих
- 1747—1767 годы: Квирин Мицкл
- 1767—1795 годы: Германн Курз
- 1795—1801 годы: Освальд Неуманн
- 1801—1827 годы: Исидор Теутшманн
- 1828—1857 годы: Валентин Схоппер
- 1857—1901 годы: Леопольд Вацкарж
- 1901—1924 годы: Бруно Паммер
- 1925—1954 годы: Тецелин Якш
- 1939—1945 годы: аббат-коадъютор Доминик Каиндл
- 1954—1959 годы: Николаус Лонсинг
- 1995—2007 годы: аббат-администратор Альберих Йозеф Сивек
- с 2007 года: приор-администратор Юстин Ян Берка